# Paratriodonta romana
Paratriodonta romana är en skalbaggsart som beskrevs av Brenske 1890. Paratriodonta romana ingår i släktet Paratriodonta och familjen Melolonthidae. Inga underarter finns listade i Catalogue of Life.